# Medicina umanizzata
La medicina umanizzata è un approccio sanitario che pone al centro la persona nella sua interezza, considerando non solo gli aspetti biologici, ma anche quelli psicologici, sociali e culturali. Questo modello mira a umanizzare le cure, promuovendo l'empatia, la solidarietà e il rispetto per la dignità dei pazienti.

## Origini e sviluppo
Il concetto di medicina umanizzata risale agli inizi del XX secolo con il lavoro del medico francese Georges Duhamel, che attraverso il suo libro Civilisation (1918) criticava la disumanizzazione della medicina causata dall'eccessiva tecnicizzazione e invocava un ritorno a una pratica medica più empatica. Negli anni '70, il movimento della bioetica ha dato ulteriore impulso a questo approccio, promuovendo riflessioni etiche e antropologiche nelle pratiche mediche.
Negli anni '80 Eric J. Cassell, con il suo libro The Nature of Suffering and the Goals of Medicine (1982), ha influenzato significativamente il dibattito sulla gestione della sofferenza e del dolore nella medicina. Cassell criticava la medicina clinica basata sull'evidenza e la sua dipendenza dal dualismo cartesiano, proponendo un'attenzione maggiore alle dimensioni significative del dolore e della sofferenza dei pazienti.

## Implementazione e impatto
In Italia, l'AGENAS ha sviluppato programmi specifici per migliorare l'umanizzazione nelle strutture sanitarie: questi programmi prevedono la partecipazione attiva dei cittadini e dei professionisti sanitari in tutte le fasi del processo di valutazione e miglioramento, garantendo un'assistenza più umana e rispettosa.
A livello internazionale, il movimento per l'umanizzazione delle cure ha trovato espressione in diversi contesti: ad esempio, in Giappone la pratica del parto umanizzato è stata implementata in molte strutture sanitarie, promuovendo un approccio più naturale e rispettoso delle esigenze delle donne durante il parto. Questo ha portato a risultati perinatali eccellenti, con tassi di mortalità infantile tra i più bassi al mondo. Il movimento ospedaliero e il lavoro pionieristico di figure come Cicely Saunders ed Elisabeth Kübler Ross hanno promosso l'assistenza palliativa e l'importanza di prendersi cura dei pazienti anche quando le malattie sono incurabili. Questo ha contribuito a spostare l'obiettivo dalla mera guarigione alla cura globale del paziente, includendo la gestione del dolore e della sofferenza in tutte le loro dimensioni.